# Karl-August Keil

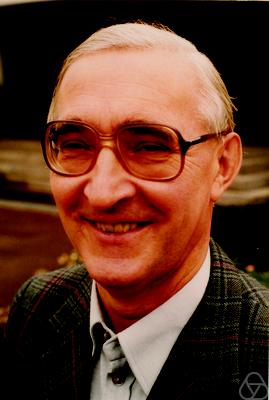
Karl-August Keil, Oberwolfach 1981

Karl-August Keil (* 11. Oktober 1925 in Lindau im Bodensee; † 14. Juni 2021) war ein deutscher Mathematiker. Von 1952 bis 1988 unterrichtete er die Fächer Mathematik, Physik und Astronomie am Gymnasium bei St. Anna in Augsburg. Er verfasste zahlreiche Schriften, insbesondere mathematische Unterrichtswerke, aber auch Beiträge zur Astronomie und zur Schulgeschichte.

## Leben und Wirken
Nach dem frühen Tod des Vaters zog die Familie 1928 von Lindau nach Augsburg. Im Mai 1943 erhielt Keil als 17-Jähriger vorzeitig das Abitur am humanistischen Gymnasium bei St. Anna und wurde gleich darauf zum Arbeitsdienst mit anschließendem Kriegsdienst in Frankreich und an der Ostfront eingezogen. Im Juni 1945 wurde er aus amerikanischer Kriegsgefangenschaft entlassen und nahm im Wintersemester 1945/46 das Studium der Mathematik und Physik an der Ludwig-Maximilians-Universität in München auf. Bereits im Herbst 1946 verfasste Keil als Hilfsassistent Skripte zu Vorlesungen von Oskar Perron und Eberhard Hopf. 1947/48 absolvierte er ein Auslandsjahr an der Universität Bern. Nach den Staatsexamina (1. Examen 1950; 2. Examen 1951 in Augsburg) unterrichtete er zunächst an Privatschulen (u. a. am Anna Barbara von Stettenschen Institut Augsburg), bevor er im Herbst 1952 eine Planstelle am Gymnasium bei St. Anna erhielt.

### Dissertation
Parallel zu seinem Referendariat erarbeitete Keil eine Dissertation mit dem Titel Das qualitative Verhalten der Integralkurven einer gewöhnlichen Differentialgleichung erster Ordnung in der Umgebung eines singulären Punktes, mit der er am 29. Juli 1952 bei Oskar Perron promoviert wurde.

„Das besondere an der Arbeit ist, dass ein Problem aus der Theorie der Differentialgleichungen nicht analytisch behandelt wird, sondern vielfach geometrische Beweise geführt werden, wozu Herr Keil die Isoklinenschar der Differentialgleichung heranzieht. Dass der Doktorvater die Arbeit lobt, ist nicht verwunderlich, aber sie wurde auch in der mathematischen Öffentlichkeit hochgeschätzt. Der damalige Papst der Differentialgleichungen, der Tübinger Ordinarius Erich Kamke, hält die Arbeit für so bedeutend, dass er sie in den Band 57 des Jahresberichts der Deutschen Mathematikervereinigung aufnimmt, dessen Herausgeber er ist und wo nur äußerst selten Originalarbeiten veröffentlicht werden. In dem bis heute zum Standard gehörenden Lehrbuch über nichtlineare Differentialgleichungen von Giovanni Sansone und Roberto Conti, das 1956 in italienischer Sprache und 1964 in englischer Übersetzung erschienen ist, ist den Ergebnissen von Herrn Keil ein langer Abschnitt gewidmet.“

### Sternwarte
Als in den 1960er Jahren im Zuge steigender Schülerzahlen die Pläne für den 1967 bezogenen Neubau an der Schertlinstraße reiften, konnte Keil sich mit seinen Plänen für eine Sternwarte durchsetzen. Die auf dem Flachdach errichtete Beobachtungskuppel mit 4,5 m Durchmesser besitzt ein elektrisch aufklappbares Dachsegment, das dem Hauptinstrument, einem 20 cm Coudé-Refraktor, freien Blick zum Sternenhimmel gewährt. Fernrohr wie Kuppeldach lassen sich hierbei automatisch nachführen. Daneben steht ein abgegrenzter Dachbereich für Außenbeobachtungen, etwa mit einer zur ursprünglichen Ausstattung gehörenden 8-Zoll-Schmidt-Kamera für fotografische Deep-Sky-Beobachtungen, zur Verfügung.

### Zentralstelle für Computer im Unterricht
Ab 1969 war Keil zudem Leiter der neu gegründeten Zentralstelle für Programmierten Unterricht, die dem Anna-Gymnasium angegliedert wurde. In den 1970er Jahren wurde sie in Zentralstelle für Computer im Unterricht umbenannt, war zunächst für die Unterstützung der bayerischen Gymnasien, später für alle Schularten zuständig und wurde mit Keils Pensionierung zu einer eigenständigen Einrichtung.

### Familie

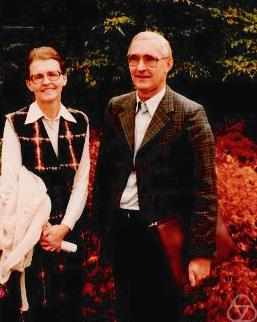
Inge und Karl-August Keil, Oberwolfach 1981

Am 19. August 1953 heiratet er die Mathematikerin und spätere Astronomiehistorikerin Inge Keil. Das Paar hat mehrere Kinder.

## Schriften (Auswahl)
- Karl-August Keil: Das qualitative Verhalten der Integralkurven einer gewöhnlichen Differentialgleichung erster Ordnung in der Umgebung eines singulären Punktes. In: Jahresbericht der Deutschen Mathematiker-Vereinigung. Band 57. Teubner, Leipzig 1955, S. 111–132 (Online verfügbar ). (zbMATH 0064.33502; Mathematical Reviews 16#1023b)
- Karl-August Keil: Einführung in die Raumgeometrie. Bayerischer Schulbuchverlag, 1973.
- Karl-August Keil, Karl Wörle, Johannes Kratz: Mathematik für Gymnasien. Bd. 7, Infinitesimalrechnung. Bayerischer Schulbuchverlag, 1969.
- Kilian Keidel, Karl-August Keil: Programmieren – Problemorientierte, programmierte Einführung unter Verwendung von BASIC. Teil 1/Hauptband. Bayerischer Schulbuchverlag, 1982, ISBN 3-7627-3399-6.
- Kilian Keidel, Karl-August Keil: Programmieren – Problemorientierte, programmierte Einführung unter Verwendung von PASCAL. Teil 1/Hauptband. Bayerischer Schulbuchverlag, 1989, ISBN 3-7627-3540-9.
- Karl-August Keil: Sternbildblätter : Anleitung zum Kennenlernen d. Sternbilder. Bayerischer Schulbuchverlag, 1969.
- Inge und Karl-August Keil: Astronomie am Gymnasium bei St. Anna. In: Festschrift 450 Jahre Gymnasium bei St. Anna in Augsburg. Augsburg 1981, S. 12–23.
- Karl-August Keil: Die Zentralstelle und das Computerprojekt. In: Karl-August Keil (Hrsg.): Das Gymnasium bei St. Anna in Augsburg: 475 Jahre von 1531 bis 2006. Wißner-Verlag, Augsburg 2006.
- Karl-August Keil: Astronomie im Spiegel des Augsburger Intelligenzzettels. In: Sabine Doering-Manteuffel, Josef Mančal, Wolfgang Wüst (Hrsg.): Pressewesen der Aufklärung: Periodische Schriften im Alten Reich (= Colloquia Augustana. Nr. 15). Akademie Verlag, Berlin 2001, ISBN 3-05-003634-6, S. 467–496.
- Karl-August Keil: Rechnerunterstützter Unterricht, Situation – Möglichkeiten – Probleme. In: Brigitte Rollet, Kaus Weltner (Hrsg.): Fortschritte und Ergebnisse der Bildungstechnologie. Band 2. Ehrenwirth, 1973, S. 311–321.
- Karl-August Keil: Problem solving by means of store models in CAI-Projekt Augsburg. In: Olivier Lacarme (Hrsg.): Computers in Education, Proceedings of the IFIP 2nd World Conference on Computers in Education, Marseille, 1.–5. September 1975, Part 2. North-Holland, Amsterdam 1975, S. 883–887.